# Janjanbureh
Janjanbureh (sau Jangjangbureh)  este un oraș  în  diviziunea Central River, Gambia, pe insula omonimă de pe fluviul Gambia. Este reședinta diviziunii Central River. A fost construit în 1832, iar în trecut a purtat numele de Georgetown.

## Galerie de imagini

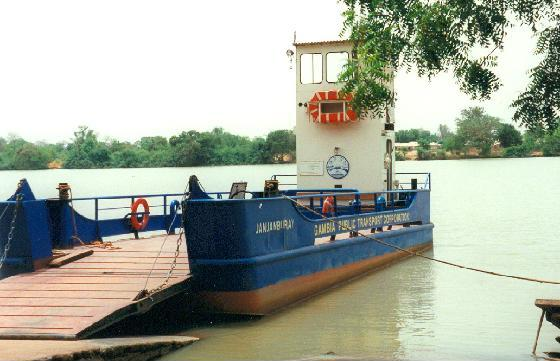
Feribot pe Gambia
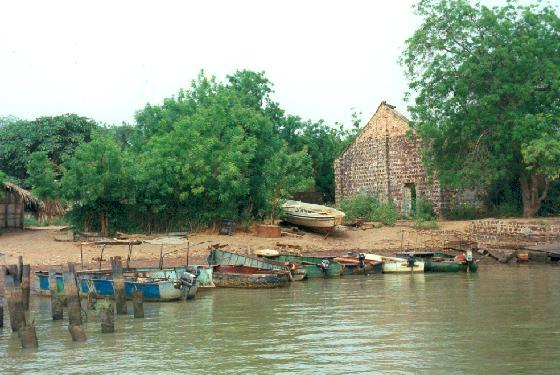
Casă de sclavi